# Rytiodus
Rytiodus (лат.) (от Rytina, «морщинистый», старое название морской коровы) — род вымерших морских растительноядных млекопитающих из семейства дюгоневых. Их ископаемые остатки принадлежат к миоцену (23,03—7,246 млн лет назад). Они найдены на территории Евразии (Франция и Ливия), Мадагаскара и Южной Америки (Бразилия).
При длине 6 м Rytiodus были примерно в два раза больше современных сирен, уступая только морской корове, длина которой составляла до 8-9 м. Как и у его ближайших современных родственников, дюгоней, у Rytiodus была пара ласт, обтекаемое тело и хвостовой плавник. Их уплощенная морда позволяла им кормиться на мелководье в прибрежных водах. У Rytiodus были короткие бивни, которыми они могли добывать пищу из песка.

## Классификация
По данным сайта Paleobiology Database, на май 2023 года в род включают 2 вымерших вида:
- Rytiodus capgrandi (Lartet, 1866)typus
- Rytiodus heali Domning, 2011